# Tony Barton
Anthony Edward «Tony» Barton (Londres, Inglaterra, Reino Unido, 8 de abril de 1937-Hampshire, Inglaterra, Reino Unido, 20 de agosto de 1993) fue un jugador y entrenador de fútbol inglés. En su etapa como jugador profesional se desempeñaba como centrocampista. 
Dirigiendo al Aston Villa, ganó una Copa de Campeones de Europa y una Supercopa de Europa, ambos títulos conseguidos en 1982.

## Fallecimiento
Murió el 20 de agosto de 1993 de un ataque al corazón, a la edad de 56 años.

## Clubes

### Como jugador
| Club              | País       | Año       |
| ----------------- | ---------- | --------- |
| Fulham            | Inglaterra | 1954-1959 |
| Nottingham Forest | Inglaterra | 1959-1961 |
| Portsmouth        | Inglaterra | 1961-1967 |

### Como entrenador
| Club                    | País       | Año       |
| ----------------------- | ---------- | --------- |
| Aston Villa (asistente) | Inglaterra | 1980-1982 |
| Aston Villa             | Inglaterra | 1982-1984 |
| Northampton Town        | Inglaterra | 1984-1985 |
| Portsmouth (interino)   | Inglaterra | 1991      |

## Palmarés

### Como jugador

#### Campeonatos nacionales
| Título         | Club       | País       | Año  |
| -------------- | ---------- | ---------- | ---- |
| Third Division | Portsmouth | Inglaterra | 1962 |

### Como entrenador asistente

#### Campeonatos nacionales
| Título         | Club        | País       | Año  |
| -------------- | ----------- | ---------- | ---- |
| First Division | Aston Villa | Inglaterra | 1981 |

### Como entrenador

#### Copas internacionales
| Título                      | Club        | Sede                    | Año  |
| --------------------------- | ----------- | ----------------------- | ---- |
| Copa de Campeones de Europa | Aston Villa | Róterdam (Países Bajos) | 1982 |
| Supercopa de Europa         | Aston Villa | Birmingham (Inglaterra) | 1982 |

#### Distinciones individuales
| Distinción                           | Año  |
| ------------------------------------ | ---- |
| Entrenador de la temporada en Europa | 1982 |